# 58608 Geroldrichter
58608 Geroldrichter è un asteroide della fascia principale. Scoperto nel 1997, presenta un'orbita caratterizzata da un semiasse maggiore pari a 2,8074104 UA e da un'eccentricità di 0,1461759, inclinata di 6,03895° rispetto all'eclittica.